# 청양구

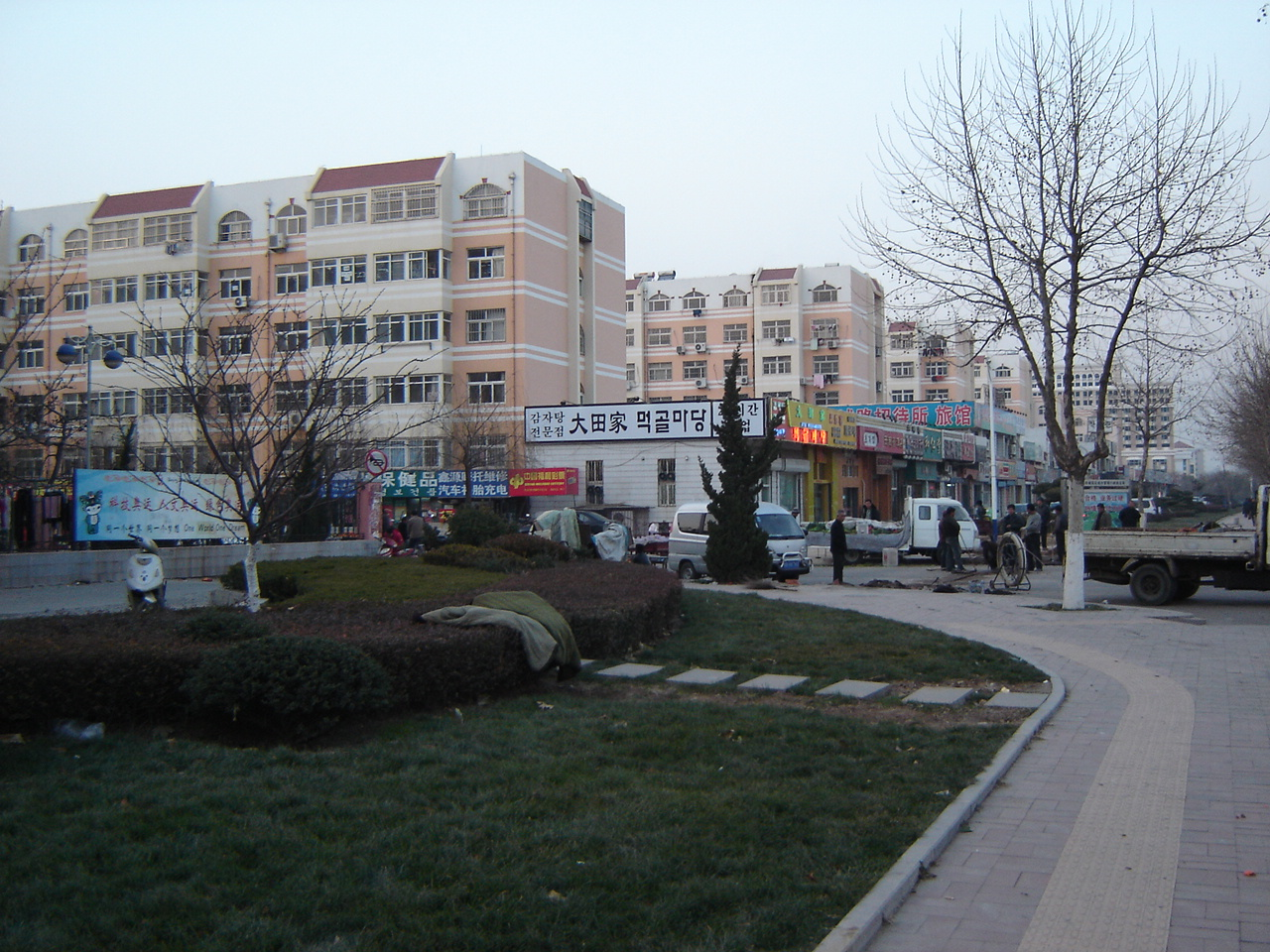

청양구(한국어: 성양구, 중국어: 城阳区, 병음: Chéngyáng Qū)는 중화인민공화국 산둥성 칭다오시의 현급 행정구역이다. 넓이는 553km2이고, 인구는 2007년 기준으로 490,000명이다.

## 행정 구역
8개 가도를 관할한다.

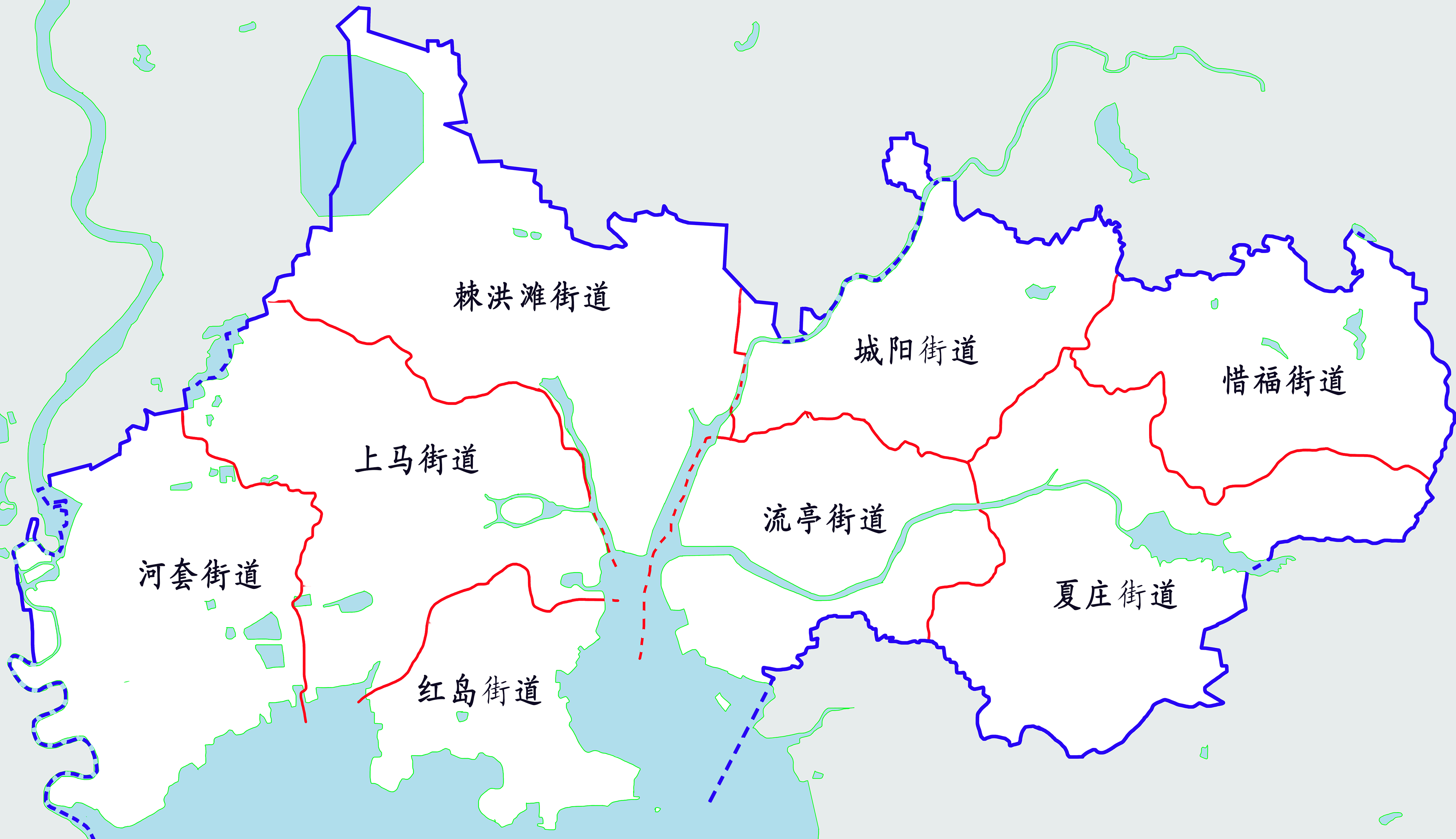
청양구 행정 구역

- 가도: 城阳街道, 惜福街道, 夏庄街道, 流亭街道, 棘洪滩街道, 上马街道, 红岛街道, 河套街道.